# Mauléon-d'Armagnac
Mauléon-d'Armagnac är en kommun i departementet Gers i regionen Occitanien i sydvästra Frankrike. Kommunen ligger i kantonen Cazaubon som tillhör arrondissementet Condom. År 2022 hade Mauléon-d'Armagnac 266 invånare.

## Befolkningsutveckling
Antalet invånare i kommunen Mauléon-d'Armagnac
Referens:INSEE